# أبجدية إليفبا

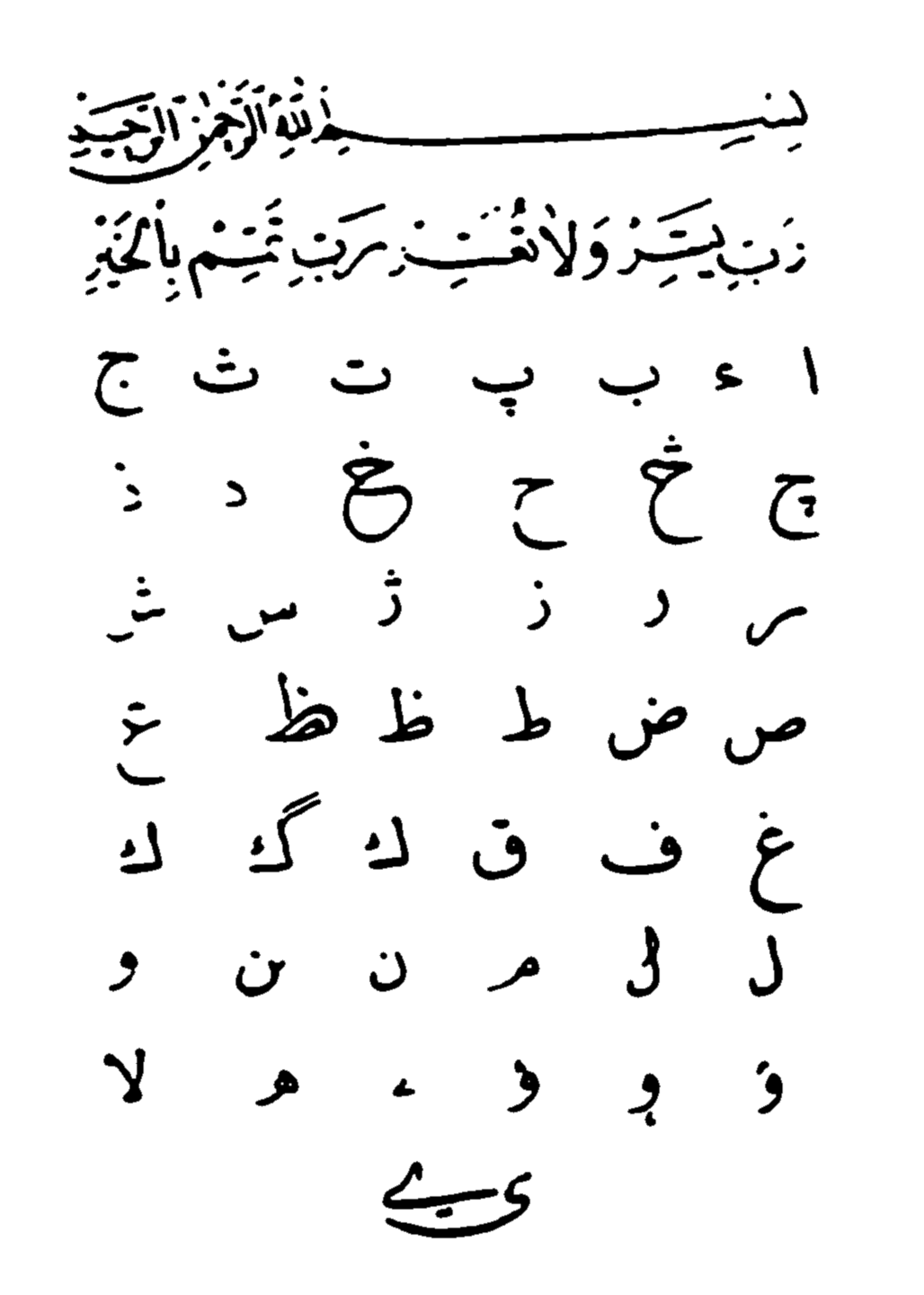
الأبجدية الإليفبية الجديدة من تصميم ركسهيب فوكا في عام 1911

أبجدية إليفبا كان أحد أنظمة الكتابة المقترحة للغة الألبانية في عهد الإمبراطورية العثمانية. اُستُخدم هذا البديل الألباني للكتابة العثمانية الأبجديّة لكتابة اللغة الألبانية.

## نص عينة
المادة 1 من الإعلان العالمي لحقوق الإنسان باللغة الألبانية:
| باللغة العربية | ترجمة |
| --- | --- |
| تىٕ گېثىٕ ڬەرىٕزېت لېندېن تىٕ لېرىٕ ذە تىٕ بارابارتىٕ نىٕ دېڬېتەت ذە نىٕ تىٕ درەیتا. اتا قانىٕ ارسۏئە ذە ندىٕرگەگە ذە دوھەت تىٕ سېللەن ندای ڬىٕرې تیەترېت مە فرۏمىٕ وىٕللازىٕرېمې. | يولد جميع البشر أحرارًا ومتساوين في الكرامة والحقوق. وهم قد وهبوا العقل والضمير، وعليهم أن يتصرفوا مع بعضهم البعض بروح الإخاء. |